# Ismay Andrews
Ismay Andrews (28 febbraio 1895 – New York, ...) è stata un'insegnante, attrice e ballerina statunitense. Fu una delle prime maestre di danza africana negli Stati Uniti, la cui carriera andò dal 1929 alla Seconda guerra mondiale.

## Attrice teatrale
La Andrews iniziò la sua carriera come attrice in rappresentazioni teatrali a New York City. Tra queste, una commedia musicale, Great Day, al Cosmopolitan Theatre nel 1929, Ol 'Man Satan nel 1932 e l'operetta Africana nel 1934. Appare anche in un film del 1932, The Black King.

## Contesto culturale
Nei primi anni '30 la Andrews studiò danza sotto Asadata Dafora. La gente negli Stati Uniti in quest'epoca considerava gli africani come selvaggi e animaleschi e Dafora faceva parte della consapevolezza della loro umanità e dell'apprezzamento della loro cultura. Il nuovo interesse per la musica e la danza africana offrì una nuova identità nera positiva radicata in antiche tradizioni pre-coloniali. Questo movimento nell'arte e nella cultura era collegato al Rinascimento di Harlem e al movimento di Négritude.

## Insegnante di danza africana
Dopo aver studiato con Dafora, la Andrews iniziò a insegnare danza africana presso la Chiesa battista abissina ad Harlem nel 1934. Questo la rende una delle prime insegnanti di danza africana negli Stati Uniti, insieme a Efiom Odok e Dafora. Ha insegnato anche presso la Chiesa metodista episcopale africana di Zion, che a quel tempo era uno dei centri principali della cultura afroamericana a New York. Tra i suoi studenti c'erano Chief Bey, Pearl Primus, Coleridge-Taylor Perkinson, Alice Dinizulu e Alexandreena Dixon.
Ismay Andrews non viaggiò mai in Africa, ma imparò le tradizioni africane attraverso la ricerca nelle biblioteche pubbliche.

## Gli anni 1940
Negli anni '40 la Andrews si concentrò sulle danze dell'Africa orientale. Fondò una compagnia di danza conosciuta come Swa-Hili Dancers che eseguiva le danze dell'Africa orientale ricostruite. Si esibirono sul palco della Stage Door Canteen, nei cabaret e per l'USO (United Service Organizations), durante la seconda guerra mondiale. La comunità afroamericana di Harlem sostenne con forza il lavoro culturale della Andrews nel corso della sua carriera. Morì in povertà a New York City.

### Ulteriori letture
- Dixon Gottschild, B. (1996). Digging the Africanist presence in American performance. Westport, CT: Greenwood Press
- Garafola, L. (Ed). (1994). Of, by, and for the people: Dancing on the left in the 1930s. Madison, WI: AR Editions, Inc
- Lynne Fauley Emery, Black Dance from 1619 to Today, 2, Revised Edition, Hightston, NJ: Princeton Book Company, 1988.
- Long, R. (1989). The Black tradition in American dance. New York: Rizzoli International Publications.
- Malone, J. (1996). Steppin’ on the blues: The visible rhythms o f African American dance. Chicago: University of Illinois Press.
- Maureen Needham, “Kykunkor, or the Witch Woman: An African Opera in America, a cura di Thomas F. DeFrantz, Dancing Many Drums: Excavations in African Dance, Madison, Wisconsin: The University of Wisconsin Press, 2002.
- Prevots, N. (1998), Dance for export: Cultural diplomacy and the Cold War. Hanover, NH: University Press o f New England.
- Sherrod, E.G. (1998). The dance griots: An examination of the dance pedagogy of Katherine Dunham and Black pioneering dancers in Chicago and New York City from 1931-1946. Dissertation Abstracts International, 463. (UMI No. 9826197)
- https://www.harlemchamberplayers.org/pdfs/2016-2017-pdfs/A_Hug_for_Harlem_Concert_Program_4-27-2017.pdf[collegamento interrotto]
- https://www.google.com/search?tbo=p&tbm=bks&q=Ismay+Andrews+dance
- https://www.worldcat.org/title/joe-nash-black-dance-photograph-collection/oclc/81234360
- https://www.nytimes.com/1972/10/22/archives/but-blacks-contend-issue-of-racism-is-overriding-blacks-in-school.html